# Ruimtestation op Aarde
Ruimtestation op Aarde (Amerikaanse titel: Way station) is een sciencefictionroman geschreven door de Amerikaan Clifford D. Simak. Het origineel verscheen onder de titel Here gather the stars in twee delen van het sciencefictionblad Galaxy Magazine (juni en augustus 1963). Het boek won in 1964 de Hugo Award voor beste roman. In Nederland werd het uitgebracht door A.W. Bruna Uitgevers. De eerste druk vormde een onderdeel van de Zwarte Beertjes-serie (nr. 1077), latere drukken kwamen uit de Bruna SF-serie (nr. 95).

## Synopsis
Het verhaal speelt zich af tijdens de Koude Oorlog. Enoch Wallace is geboren in het afgelegen dorp Millville (Winsconsin), alwaar zijn ouders een boerderij hadden. Enoch, geboren in 1840, wordt echter uiterlijk niet ouder. Hij woont nog steeds in het gebouw van zijn ouders, dat zonder enig onderhoud ook ongewijzigd blijft. De buren van Wallace wonen ver uit de buurt; hij wordt af en toe slechts bezocht door de postbode en door zijn doofstomme buurmeisje Lucy, dat al dan niet mishandeld wordt door haar vader. De plattelandsbevolking heeft verder geen enkele interesse voor wat zich in de boerderij afspeelt. Ondertussen bestiert Wallace in de boerderij een ruimtestation. Het is een doorgangsverblijf voor intergalactische reizigers. De aliens komen aan, verblijven er even en vertrekken vervolgens weer. De omgeving heeft er geen weet van, behalve wellicht de vader van Lucy, die zijn dochter weleens komt halen. Als hij daarbij een keer wraak wil nemen op Wallace, hakt hij met een bijl in op de deur en muren van de boerderij. Een beschermlaag beschermt echter het pand, maar het maakt de vader nieuwsgierig. Ondertussen krijgt Wallace bezoek van allerlei wezens, waarbij het bij een bezoek van een Wega-aan mis gaat. Die overlijdt en Wallace wordt genoodzaakt hem te begraven, hij doet dat bij het graf van zijn ouders. De vader van Lucy krijgt argwaan en graaft het "lijk" op, maar niemand kan hem zeggen wat het is en wat ermee te doen. De wezens van Wega voelen aan dat er grafschennis is gepleegd en maken via Ulysses, de contactpersoon van het Intergalactisch Verbond, stampij. Ulysses moet de zaak sussen, anders is de kans groot dat er een ruimteoorlog ontstaat en dat in een periode dat de Aarde toch al aan afstevent op een wereldoorlog. Lucy weet uiteindelijk de vrede op Aarde en in de Ruimte veilig te stellen. Zij weet als enige binnen het heelal een talisman te ontsluiten, die alleen maar vrede brengt. Het lijk van de Wega-aan wordt teruggebracht en alles komt weer tot rust. Wallace, door Ulysses benoemd tot onderhandelaar van de Aarde, kan de tot dan toe onderdrukte wens om zelf ruimtereizen te ondernemen niet meer weerstaan en zal voortaan vanuit Millville zelf intergalactisch reizen.